# George Frederick Heaney
George Frederick Heaney, britanski general, * 1897, † 1983.